# El secreto inconfesable de un chico bien
El secreto inconfesable de un chico bien es una película española, estrenada el 18 de octubre de 1976. Comedia coescrita y dirigida por Jorge Grau está protagonizada por José Sacristán, María José Cantudo, Antonio Garisa y José Calvo en sus roles principales.

## Sinopsis
Juanjo, un joven de familia acomodada, hijo de un estricto cuidador de armas al servicio del régimen, guarda un terrible secreto: es impotente. Esa es la causa por la que no ha querido consumar su largo noviazgo con su novia Ana. En un viaje introspectivo en el que se le aparece su madre fallecida y es transportado a un inquietante escenario de circo, Juanjo irá descubriendo la causa profunda de su problema.